# Nishikan-ku

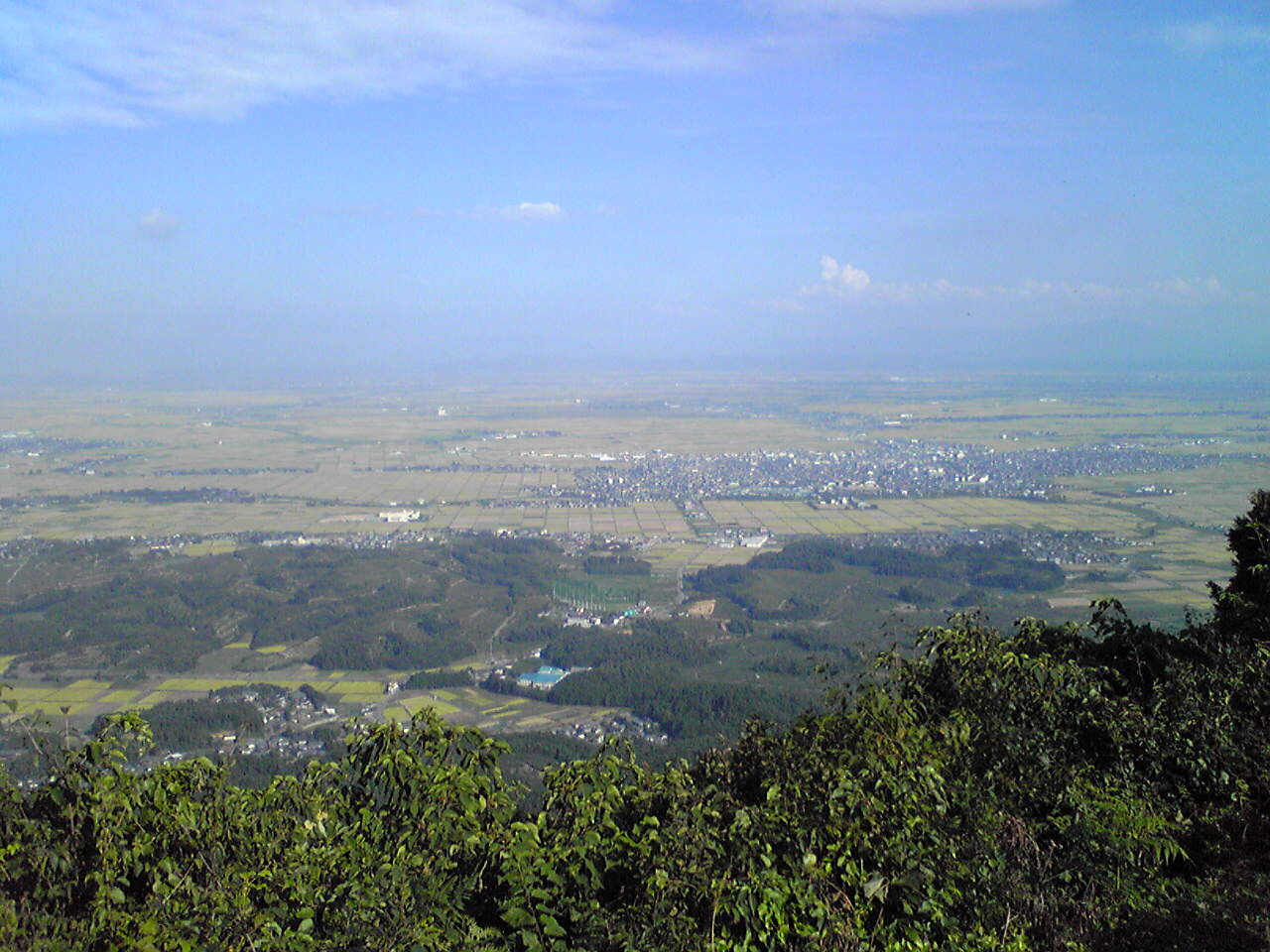
Vue de l'arrondissement.

Nishikan (西蒲区, Nishikan-ku) est l'un des huit arrondissements de la ville de Niigata au Japon. Il est situé à l'ouest de la ville, au bord de la mer du Japon.

## Histoire
L'arrondissement a été créé en 2007 lorsque Niigata est devenue une ville désignée par ordonnance gouvernementale.

## Démographie
En 2016, sa population est de 57 759 habitants pour une superficie de 176,55 km2, ce qui fait une densité de population de 327 hab./km2.